# Arsenal Naval de Kure

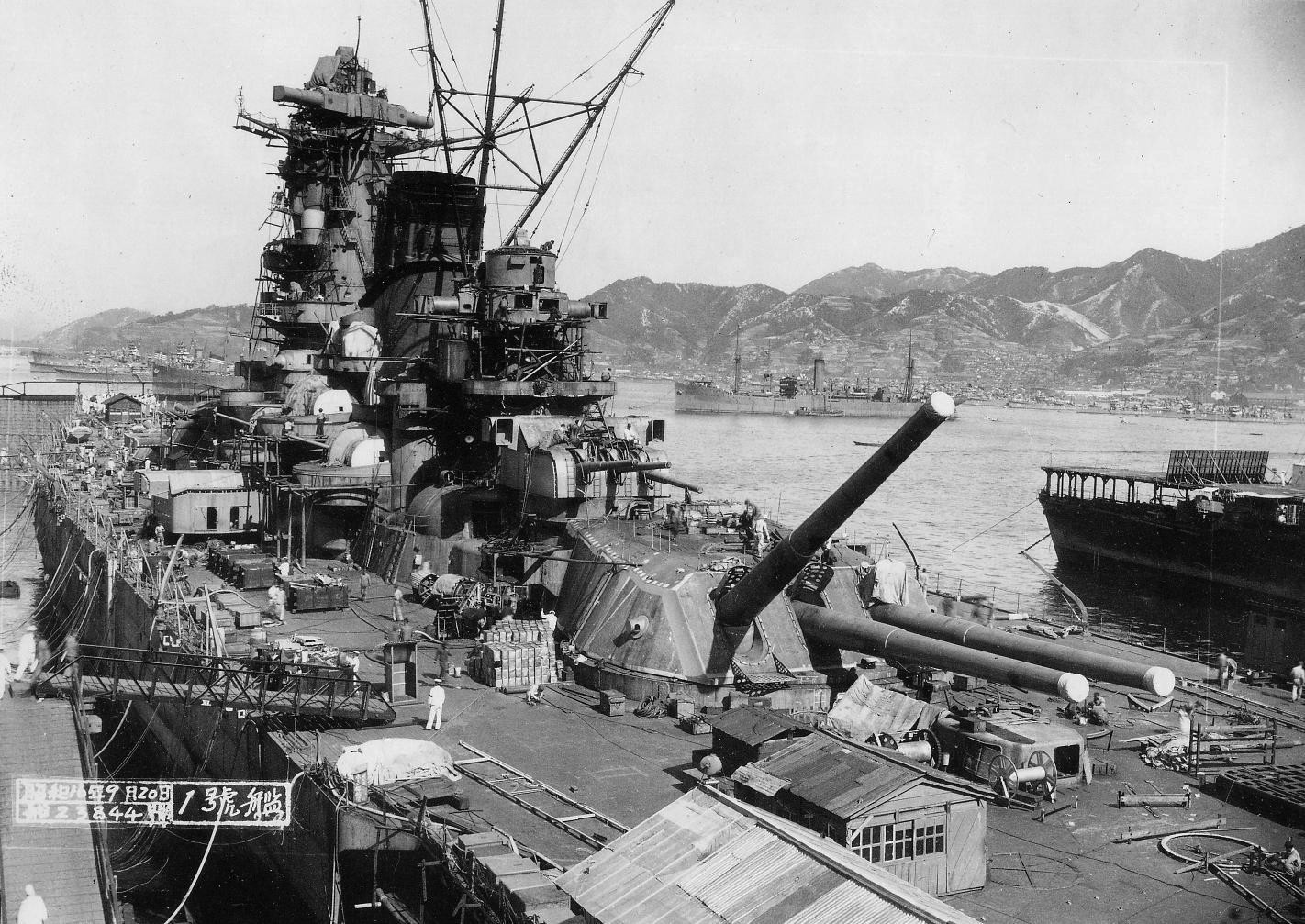
El acorazado Yamato siendo construido en el Arsenal Naval de Kure

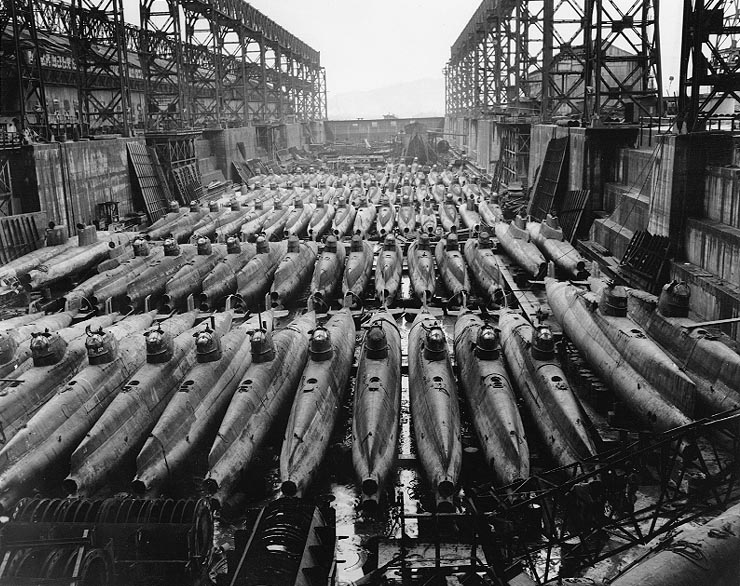
Submarinos enanos en el dique seco de Kure

El arsenal naval de Kure (呉海軍工廠 Kure Kaigun Kosho?) fue uno de los cuatro astilleros navales principales de la Armada Imperial Japonesa. 

## Historia
El distrito naval de Kure fue establecido en Kure, en 1889, como el segundo distrito naval responsable de la defensa de las islas japonesas junto con la administración de una base naval y un astillero, construido inicialmente con equipo traído desde el astillero de Onohama, cerca de Kōbe. La construcción fue supervisada por el ingeniero francés Louis-Émile Bertin. El primer buque de guerra construido en Kure, el Miyako, fue botado en 1898. En 1903, el astillero de Kure fue oficialmente renombrado como el arsenal naval de Kure.
A partir de entonces, el arsenal sería gradualmente mejorado, y Kure se convertiría en una de las mayores instalaciones de construcción naval del imperio del Japón, siendo conocido como Tōyō-ichi (東洋一 Mejor de Oriente?). El personal de Kure superaba el personal conjunto de los otros tres grandes astilleros de Japón (Yokosuka, Sasebo y Maizuru). El arsenal incluía un gran centro siderúrgico (construido con ayuda británica), además de instalaciones para la producción de artillería naval y proyectiles, por lo que se convertiría en el centro neurálgico de la producción naval militar japonesa, trabajando en Kure los dos constructores navales más importantes, Mitsubishi Jūkōgyō Kabushiki-kaisha (三菱重工業株式会社 Industrias Pesadas Mitsubishi, Ltd.?) y Nagasaki zōsensyo (長崎造船所 Astillero Nagasaki?). Los famosos acorazados Yamato y Nagato fueron diseñados y construidos en Kure.
Las instalaciones de Kure fueron bombardeadas de manera continuada por la Armada de los Estados Unidos y las Fuerzas Aéreas del Ejército de los Estados Unidos durante la guerra del Pacífico, y más del 70% del complejo fue destruido. Particularmente destructiva fue la incursión del 22 de junio de 1945, cuando 290 B-29 bombardearon Kure, con un balance global de más de 1900 muertos.
Tras la rendición de Japón en 1945, el arsenal naval de Kure fue desmilitarizado y entregado a las autoridades civiles. Actualmente es operado por IHI, uno de los pocos astilleros en activo en el Japón actual.